# Simeon Athonitul

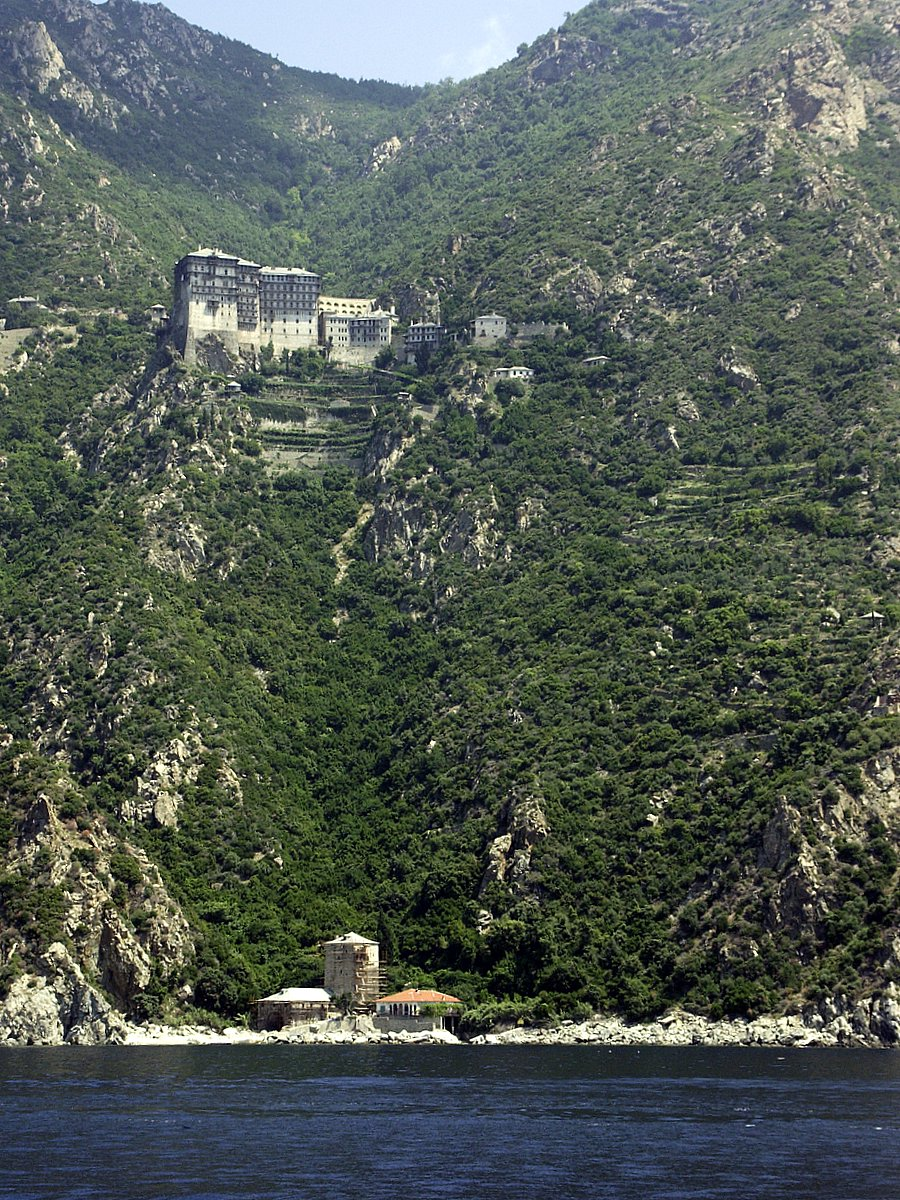
Mănăstirea Simonopetra în prezent

Simeon Athonitul (n.  ? – d. 1287) a fost un călugăr ortodox grec din secolul al XIII-lea, fondatorul Mănăstirii Simonopetra de pe Muntele Athos și sanctificat mai târziu de Biserica Ortodoxă sub numele de Sfântul Simeon Izvorâtorul de Mir. Ziua sa de prăznuire în calendarul ortodox este 28 decembrie.

## Biografie
Hagiografia sa menționează că Simeon a fugit de această lume și s-a retras la Muntele Athos, unde a trăit inițial sub îndrumarea unui bătrân călugăr și a dus o viață ascetică. Smerenia sa l-a determinat să ceară binecuvântarea pentru a trăi în singurătate și s-a retras ca pustnic într-o peșteră mică și umedă din partea de vest a muntelui, lângă stânca cunoscută acum ca Simonopetra sau Stânca lui Simeon. Într-o noapte, cu câteva zile înaintea sărbătorii Nașterii Domnului, ar fi avut o vedenie în care Maica Domnului i-ar fi cerut să construiască o mănăstire pe stâncă, promițând că o va proteja și că va avea grijă de el și de mănăstire. Potrivit unei alte versiuni, el ar fi văzut într-o noapte o stea atât de strălucitoare încât a identificat-o cu Steaua de la Betleem. Privind-o timp de câteva nopți, a văzut-o rămânând nemișcată și a crezut la început că este o ispită demonică, dar în Ajunul Crăciunului steaua s-a aflat deasupra unei stânci înalte și o voce a spus: „Aici, Simeon, trebuie să întemeiezi o mănăstire pentru mântuirea sufletelor”. Pustnicul Simeon a construit mănăstirea și a numit-o Noul Betleem (în greacă Νέα Βηθλεέμ). Ea a fost dedicată sărbătorii Nașterii Domnului.
Anul ctitoriei mănăstirii Simonopetra este considerat a fi 1267. În timpul construirii mănăstirii, auzind de virtuțile lui Simeon, trei frați dintr-o familie bogată din Macedonia (sau poate Tesalia), au donat averea moștenită pustnicului și au intrat ca ucenici în noua mănăstire. Numărul călugărilor a crescut ulterior. Hagiografia povestește că într-una din zile un grup de pirați musulmani au acostat la țărm și au vrut să jefuiască mănăstirea. Starețul Simeon i-a întâmpinat și a încercat să-i îmblânzească, dar pirații s-au repezit la el pentru a-l omorî, dar au orbit și au fost vindecați apoi prin rugăciunea pustnicului. În urma acestei minuni, pirații s-au botezat și au devenit monahi.
Simeon a murit în anul 1287 și, potrivit hagiografiei, ar fi săvârșit ulterior mai multe minuni, care au determinat recunoașterea sa ca sfânt. Mormântul său a izvorât mult timp un mir, care avea puteri tămăduitoare, Simeon fiind supranumit din acest motiv „Izvorâtorul de Mir”. În a doua jumătate a secolului al XIV-lea, la un secol după moartea pustnicului, fiica despotului sârb Jovan Uglješa⁠(d) (fratele regelui Vucașin Mrniavcevici), care-și avea reședința la Serres, a fost izbăvită de stăpânirea unui duh necurat prin mijlocirea Sfântului Simeon, iar, în semn de recunoștință, despotul a înzestrat mănăstirea cu multe proprietăți și a transformat-o într-un așezământ monahal important.
Data nașterii lui Simon este necunoscută, dar se menționează că el ar fi trăit în a doua jumătate a secolului al XIII-lea, iar actele vechi ale mănăstirii susțin că a murit în 1287. Cu toate acestea, British Museum susține în mod hazardat că viața sa s-ar fi întins în intervalul c. 1200 - c. 1300.